# Tjan Gobardhan
Tjandrikapersad (Tjan) Gobardhan (26 juni 1948) is een Surinaams politicus van Hindoestaanse afkomst.
In de jaren 70 heeft hij pedagogiek gestudeerd aan de Universiteit van Utrecht en les gegeven in zowel Nederland als Suriname.
Van 1980 tot 1991 was hij werkzaam op het ministerie van Onderwijs en Volksontwikkeling. Op 11 oktober 1991 werd hij minister van Economische Zaken/Handel en Industrie in het eerste kabinet van Venetiaan. Op 23 september 1993 moest hij alweer opstappen na problemen met rijsthandelaren die de rijst opzettelijk lang in de schuren lieten liggen in de hoop op een betere prijs. Zijn opvolger was de VHP'er Richard Kalloe.
In 1996 behoorde hij tot de groep binnen de VHP die overstapten naar de nieuwe partij: Basispartij voor Vernieuwing en Democratie (BVD). Namens die partij werd hij in 1996 minister van Onderwijs en Volksontwikkeling (20 september 1996 tot 9 september 1997) in de regering onder leiding van Jules Wijdenbosch. Een jaar later volgde hij zijn partijgenoot Atta Mungra op als minister van Financiën (vanaf 9 september 1997) terwijl de portefeuille van Onderwijs en Volksontwikkeling door de BVD'er Kries Mahadewsing (9 september 1997 tot 29 september 1998) werd overgenomen.
In het begin van december 1999 trad Gobardhan af als minister van Financiën waarna Errol Alibux op 9 december die post erbij kreeg (tot 20 december 2000). De aanleiding voor dat ontslag was het instellen van een onderzoek naar een vermeende belastingvrijstelling op importen van de bevriende zakenman en partijgenoot Dilip Sardjoe.
Van 1997 tot 2007 was hij voorzitter van de BVD.

## Trivia
Zijn vrouw Lila Gobardhan-Rambocus is een expert op het gebied van taalkunde en  onderwijsgeschiedenis. Haar broer Soerinder Rambocus behoorde tot de dodelijke slachtoffers van de Decembermoorden en haar in Nederland wonende zus Nirmala Rambocus is vanaf 2002 tot 2006 lid van de Tweede Kamer geweest.